# Priorato di Santo Spirito
Il Priorato di Santo Spirito (in friulano Priorât dal Sant Spirt) è un complesso di edifici situato a Ospedaletto, frazione del comune di Gemona del Friuli, che comprende l'antico Ospedale di Santo Spirito e l'omonima chiesa parrocchiale.

## Storia

### Contesto storico e geografico
Dopo l'anno mille, a seguito di un periodo relativamente pacifico in Europa centrale, iniziarono ad intensificarsi gli scambi di persone e merci fra l'Italia ed il Norico.
L'aumento di viaggiatori in transito su tale asse comportò l'esigenza di strutture atte ad accogliere e ristorare i viandanti.
La via Iulia Augusta era una delle direttrici principali di questo traffico.
A settentrione di Gemona, in località “Rivoli Bianchi”, tale strada si biforcava in due rami: uno in direzione del passo di Monte Croce Carnico e uno verso Tolmezzo e Zuglio.
Da quest'ultimo ramo inoltre si staccava la via per la Sella di Camporosso, accesso preferenziale alla Valle del Gail per i carri.
In questa posizione strategica, all'estremo limite della pianura friulana, viene fondato verso i primi anni del XIII secolo uno Xenodochio.

### La fondazione dell'Ospedale

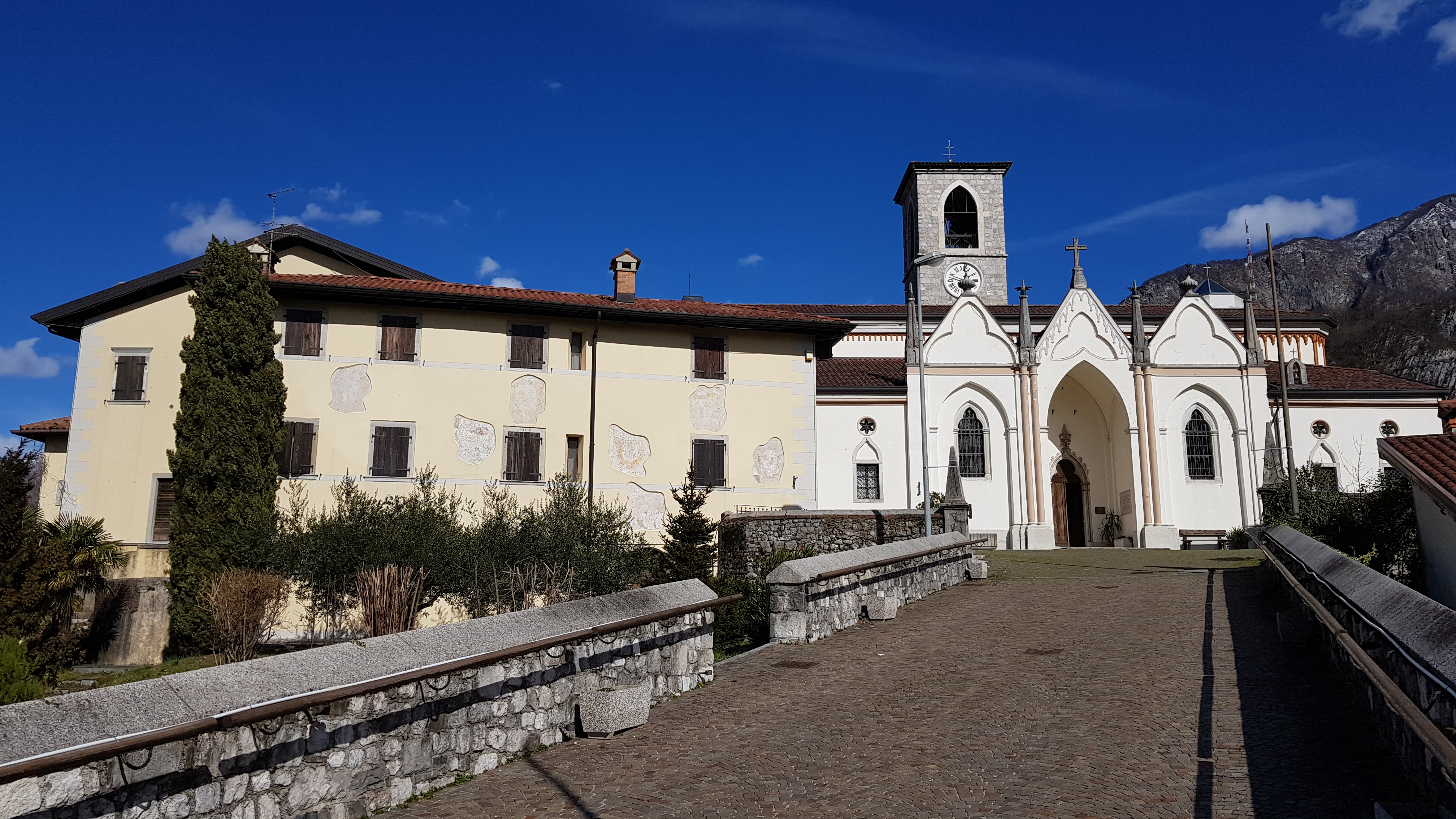
La chiesa e l'antico Ospedale di Santo Spirito di Ospedaletto nel 2020

L'Ospedale di Santo Spirito è stato un Istituto religioso e sociale addetto al ristoro ed assistenza dei pellegrini di passaggio lungo una delle principali vie di comunicazione fra la attuale Germania e Venezia (e quindi Roma).
Fra le sue mansioni vi sono state, più in generale, quella di accoglienza e cura dei poveri, degli infermi, degli orfani e degli esposti.
Data l'importanza che ebbe ad assumere, questa Istituzione è strettamente legata alla storia del Priorato e del borgo di Ospedaletto, sviluppatosi in periodo medioevale grazie all'Ospizio e che da esso ha preso il nome.
La prima testimonianza certa della sua esistenza si trova in un atto di donazione datato 1 agosto 1213.
All'epoca viene citato come “Hospitale Beate Sante Marie vie stricte de Canale de Carantana”.
Il luogo su cui sorgeva continuò ad avere un nome indefinito per ancora qualche decennio (nel 1233 viene indicato “Hospitale S. Marie de strata apud Glemonam” riferendosi alla vicina cittadina di Gemona, senza ulteriori specificazioni).
Sarà invece il borgo che andava via via strutturandosi al suo cospetto ad ereditarne il nome.
L'”Ospedale di Santa Maria dei Colli”, come verrà chiamato in seguito, viene fondato dal Vescovo di Trieste Corrado Marzutto, esponente della casata di Prampero, Signori di Gemona, il quale è indicato come generoso benefattore ed amministratore per il primo periodo.
L'Istituto prenderà forma e denominazione definitiva nella seconda metà del XIII secolo con la sua affiliazione all'Ospedale di Santo Spirito in Sassia, (già nel 1273 l'Ospedale è elencato fra le filiali) dell'ordine degli Ospedalieri di Santo Spirito, sotto la regola di Sant'Agostino.
Questo atto, se da una parte comportava l'obbligo di pagamenti alla casa madre (il censo annuale era 20 scudi d'oro nel 1513), dall'altra riservava notevoli privilegi ed esazioni, fra le quali la protezione papale, il diritto di raccogliere le elemosine ed elargire le indulgenze, cosa che garantirà un costante e cospicuo afflusso di ricchezza.
Con i comprensibili mutamenti durante i secoli, la struttura comunque era composta da un Priore, (che rispondeva del suo operato al controllo del consiglio comunale e poteva essere commendatario al pari delle abbazie importanti), personale medico, dei frati che svolgevano le mansioni di ospitalità e civili addetti ai servizi.

### Rendite e sviluppo

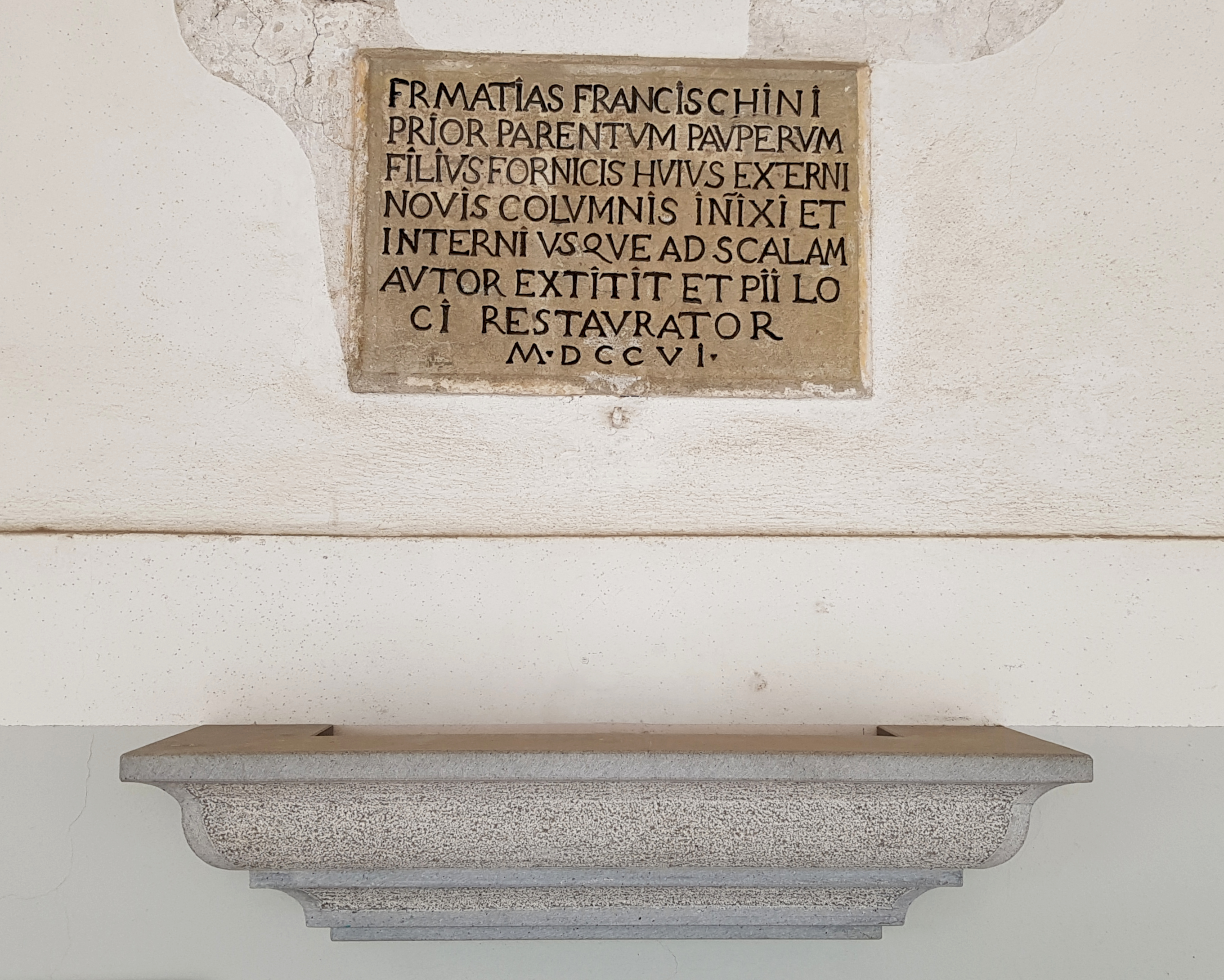
Lapide commemorativa dell'opera del Priore Franceschinis 1706

Durante il secolo XIII le proprietà dell'Ospizio andavano espandendosi grazie alle consistenti donazioni sia da parte di privati cittadini, sia da parte degli stessi Priori.
Boschi, fattorie, case, vigne, stalle, campi, prati, acque, dislocati in varie parti del Friuli, della Carnia e della Carinzia erano i possedimenti di maggior nota dell'Istituto.
Si va dalle proprietà della montagna del Pal Grande, sopra Paluzza, a masi e case in Val Pesarina, mulini, segherie, abitazioni e terreni nella parte nord di Gemona e nei comuni limitrofi, nel Cividalese e nella zona di Ragogna, con testimonianza di importanti rendite in Val Canale e nella zona di Villaco, ove il Priore aveva il potere di giurisdizione per istituire i pievani e controllarne i benefici (conteso e più tardi parzialmente sottratto dal Vescovo di Bamberga).
L'attività di espansione fondiaria dell'ente ebbe una intensa crescita verso la fine del XIII - inizio XIV secolo grazie ai numerosi lasciti, donazioni ed acquisti ed alla loro riorganizzazione tramite permute e compravendite, specialmente durante l'amministrazione del Priore Adalgerio di Prampero (1300-1328).
Questa relativa prosperità ebbe anche come conseguenza il forte impulso economico indotto al borgo che andava creandosi nell'orbita dell'Ospedale e che ne ereditò il nome (“Villa Hospitalis, 1285”).

### Contrasti con il Comune di Gemona
La crescente importanza finanziaria e politica dell'Istituto portò inevitabilmente ad un attrito con la Magnifica Comunità di Gemona (in seguito Comune) che, temendo interferenze, aveva interesse a controllarne o limitarne il potere.
Una importante fonte di controversie riguardò il diritto di nomina del Priore (ed il conseguente controllo sulle attività). Il Comune lo rivendicava per il fatto che i fondatori fossero i Prampero, allora Signori di Gemona, mentre l'Ordine riteneva di avere libertà su questa decisione.
La diatriba ebbe termine a favore del Comune nel 1503 in compenso degli aiuti economici forniti, e fu ufficializzata nel 1555 tramite bolla inviata dal maestro precettore dell'Ordine di Santo Spirito Alessandro Guidocione, ponendo fine così a controversie e sovrapposizioni di nomine durate decenni. 
A memoria di ciò sul muro della sacristia venne posta l'iscrizione:
Quem Glemona creat confirmat Roma Priorem: Quod fuit antiquum jus quoque semper erit.
Altra fonte di discordia era a chi spettasse la nomina del sacerdote addetto alla cura delle anime dell'Ospizio.
Tale diritto veniva contestato ogni qualvolta il Priore, scelto dall'Ordine di Santo Spirito di Roma fosse stato un prete e non un semplice frate.
Come soluzione, in questi casi si accettò che vi fosse la separazione fra l'officiante per la popolazione e quello per gli ospiti dell'Istituto.
Non mancarono episodi di conflitto aperto, a volte prendendo a pretesto questioni in apparenza minori, come il diritto di officiare la messa nella piccola Chiesa di Ognissanti, che coinvolse da una parte il Consorzio dei Cappellani di Gemona e dall'altra l'Ospizio ove si assistette all'intromissione del Comune con atteggiamenti ostili verso quest'ultimo.

Numerosi poi furono i contenziosi sulla riscossione di affitti che venivano rivendicati da entrambe le parti
l'Istituto dovette affrontare anche contrasti che con l'Abbazia di Bamberga e con il Patriarca per la contesa giurisdizione temporale e spirituale su alcune località della Val Canale (Pontebba, Malborghetto, Camporosso, San Leopoldo e Villaco).

### Massima espansione, declino e soppressione dell'Istituto
Le rendite derivanti dagli affitti delle proprietà (in denaro o in natura) permisero periodi di relativa floridezza a cui seguivano tempi di ristrettezze dovute alle condizioni economiche generali, dipendenti da avversità come guerre, carestie, cataclismi, epidemie o difficoltà proprie dell'Ospizio, (non mancarono infatti episodi di mala gestione).
Nel 1307 si registra l'incendio dell'intera villa di Ospedaletto, Il borgo si trovò infatti coinvolto nella guerra fra Gemona e Venzone. L'esercito del Patriarca di Aquileia Pagano della Torre si stabilì nei dintorni del paese che subì il saccheggio e devastazione per rappresaglia da parte dell'avversario Conte di Gorizia e del Tirolo.
Il conflitto coinvolgerà l'abitato e l'Ospedaliere anche nel 1360 e nel 1392, portando distruzione ed incendi.
Altri passaggi di eserciti avrebbero poi funestato le sorti del priorato: Veneti (1508) e Tedeschi (1516).
Non di rado inoltre il territorio fu flagellato da terremoti (tra i più disastrosi quelli del gennaio 1348 e del marzo 1511).
Per la sua natura, poi, l'Ospizio fu un luogo molto esposto alle epidemie.
Si registrano episodi di peste nel 1495 e 1575.

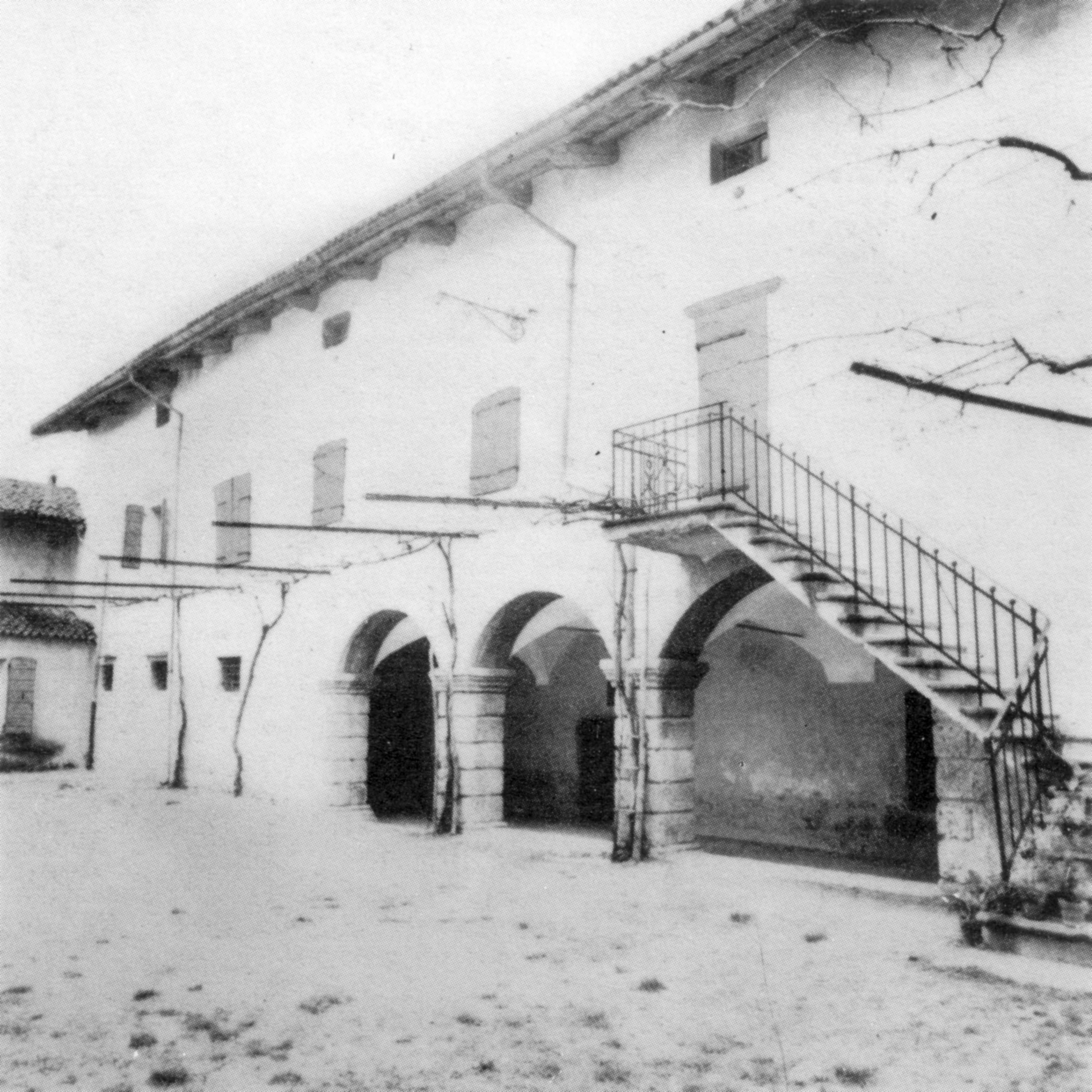
L'Ospedale prima del terremoto del 1976

Questi periodi di crisi si ripercuotevano amplificati sull'Istituto che aveva contemporaneamente un aumento del numero di indigenti e infermi che ne richiedevano i servizi, la difficoltà o impossibilità a riscuotere le rendite per l'inadempienza degli affittuari e a volte danni alle strutture stesse.
Nonostante i rallentamenti dovuti alle suddette cause, l'espansione dell'Ospedale continuò fino a raggiungere il suo apice alla metà del XV secolo.
Già pochi anni dopo però (1503), si documentava un tale stato di ristrettezze che, a fronte dell'intervento economico del Comune di Gemona, veniva a questi da ultimo riconosciuto il diritto formale di nominare il Priore.
Per far fronte a tali avversità si ricorse anche alla vendita dei beni in carico alla struttura, depauperandone il patrimonio.
Lentamente ma inesorabilmente le fortune dell'Ospedale andavano diminuendo, gli edifici richiedevano spesso urgenti interventi di manutenzione, i Priori erano costretti a ricorrere all'aiuto del comune e non di rado alle loro stesse finanze per tentare di risollevarne le sorti (si veda le note ai Priori Mattia Franceschinis e Odorico Locatelli).
Il convento continuò a mantenersi in vita, ma l'attività di assistenza venne ad assumere sempre minor peso e le entrate erano in costante calo. L'istituzione comunque conservava ancora una notevole importanza religiosa, tanto che le celebrazioni della Pentecoste richiamavano numerosi fedeli dalle comunità circostanti anche della destra Tagliamento.
Il comune così nel 1778 (o 1780) richiese al doge di Venezia la soppressione di Priorato ed Ospedale, non potendo questi assolvere ai compiti del suo statuto “reso estremamente depauperato per le crisi sofferte nella Germania, ove teneva la maggior parte delle sue rendite” (a seguito della riforma protestante le rendite provenienti dall'area germanica non furono più corrisposte).
La risposta venne accettata l'11 agosto del 1785 con la condizione che, dopo la morte dell'ultimo Priore, l'Istituto venga affidato a preti secolari veneti.
Le rendite passarono al Comune che li avrebbe destinati alla pubblica istruzione (salvo usarle poi per mantenere l'armata austriaca accampata ad Osoppo nel 1796). I beni furono quindi venduti e il ricavato, tranne una minima parte per le spese della chiesa di Santo Spirito, andò in carico alla pubblica amministrazione.

### La Parrocchia
Già durante il XVIII secolo la comunità di Ospedaletto, che andava ingrandendosi, cominciò ad avanzare istanze di indipendenza dalla Pieve di Gemona. La chiesa divenne sacramentale nel 1735 e, superato un duro scontro con il Comune durato ben quarantatré anni, il Vescovo Emmanuele Lodi concesse il fonte battesimale.
Nel 1913 cominciarono le trattative per la costituzione della parrocchia di Ospedaletto che ormai contava più di 1500 anime.
L'11 Luglio 1914 il Vescovo Antonio Anastasio Rossi decretò che la cappellania di Ospedaletto fosse elevata a rango di parrocchia.
Questo decreto, nonostante l'energica opposizione della Pieve, divenne ufficiale con l'assenso del Re Vittorio Emanuele III tramite Tommaso di Savoia Duca di Genova l'8 marzo 1917.
Con breve del 19 Luglio 1916, Papa Benedetto XV concesse al Parroco di Ospedaletto il titolo di Priore e, tra gli altri privilegi, di poter usare nello stemma la croce di Lorena dell'Ordine di Santo Spirito.

## Gli edifici

### L'antico Ospedale

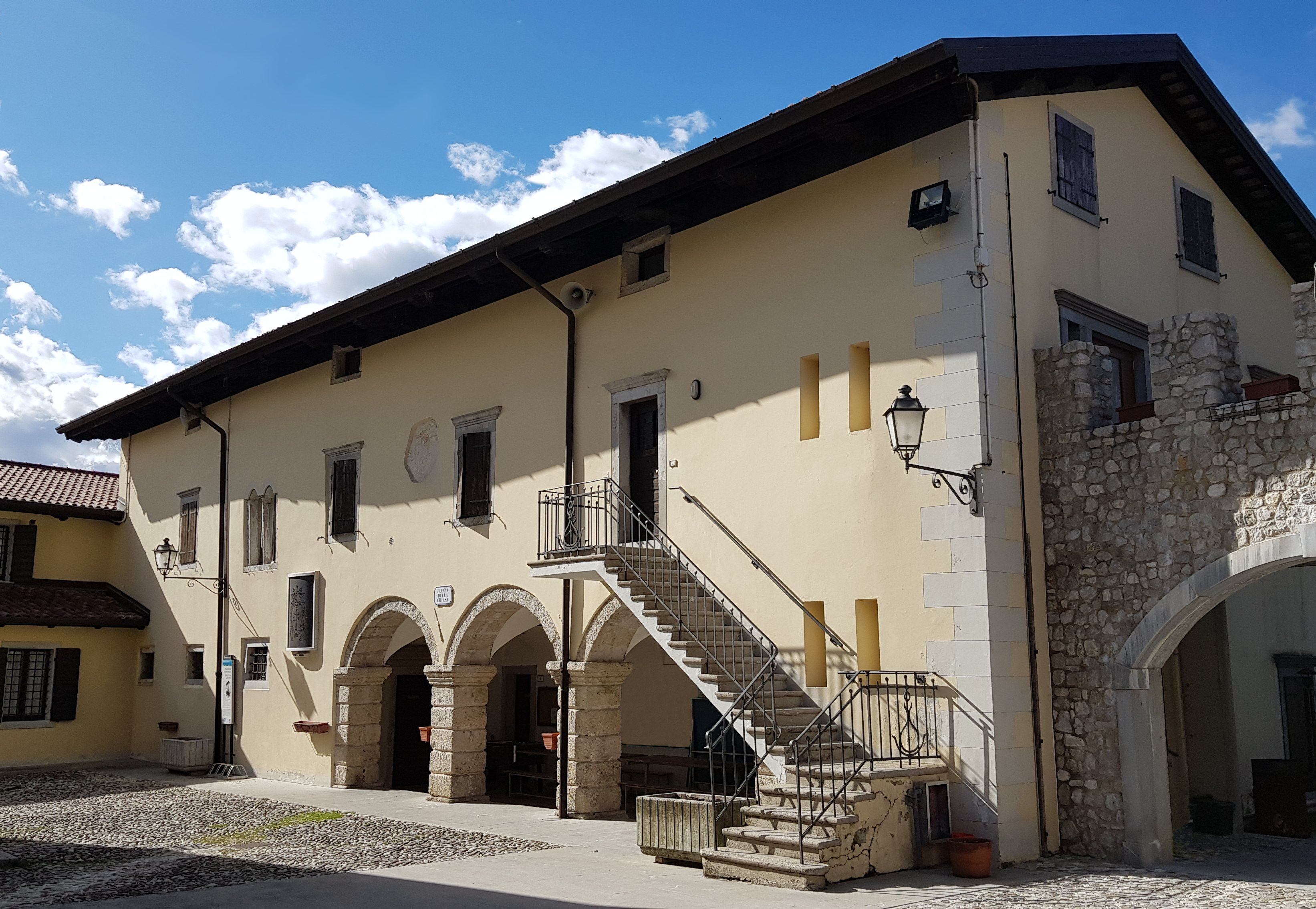
Ospedale di Santo Spirito nel 2020

Il complesso è situato sullo sperone sud occidentale del piccolo rilievo chiamato “Mont dal Plevan” (tradotto dal friulano: Colle del Pievano)
Gli interventi resisi necessari a seguito delle gravi lesioni causate dal terremoto del 1976 hanno restituito all'edificio le forme ottocentesche.
Attualmente non vi è documentazione sufficiente per ricostruire la serie di modifiche ed ampliamenti strutturali che si sono susseguiti nel corso dei secoli.
Si ipotizza che la parte più antica dell'Ospedale si trovasse sull'ala lunga del fabbricato, ove rimane visibile una bifora a tutto sesto sulla facciata, probabilmente il resto più antico della costruzione. Qui vi erano a pianterreno le cucine, la dispensa e la stalla. Al piano superiore trovavano posto l'infermeria ed i letti. La soffitta ospitava il granaio.
L'edificio comprende un'ala rivolta verso est che fungeva da canonica e da alloggio per i frati e sulla cui facciata sono visibili gli affreschi, ormai difficilmente leggibili, con stemmi dei priori e varie casate nobiliari.
Sotto il portico, suddiviso in tre volte a crociera, è visibile la lapide a ricordo dei lavori di ristrutturazione fatti eseguire dal Priore Franceschinis nel 1706.
Questa parte del fabbricato ospita le opere parrocchiali al piano terra ed il locale adibito a teatro e sala conferenze al piano superiore.

### La chiesa

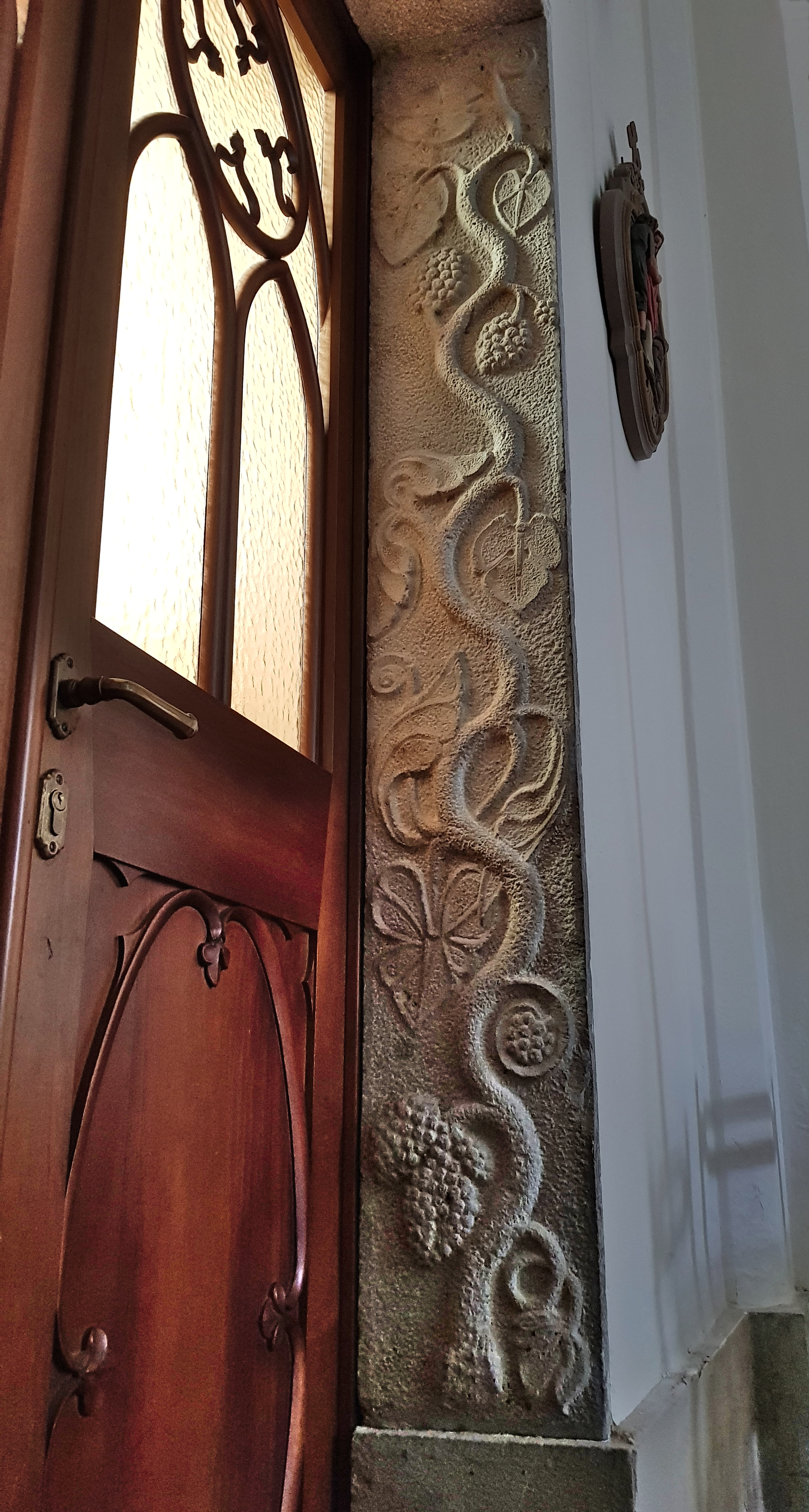
Stipite duecentesco della Sacrestia

Si ha notizia di una prima chiesa detta Santa Maria del Priorato, che sorgeva sul sedime di quella attuale e che conteneva gli altari di Santa Maria, Sant'Odorico (1282) e San Nicolò (1283).
Al primo e probabilmente scarno edificio vennero nel corso dei secoli aggiunti altri piccoli corpi. (Pare che il secondo altare potesse essere in un oratorio separato dal corpo principale)..
Il Priore Giovanni Valesio nel 1441 eseguì dei lavori di ampliamento del presbiterio. 
Nel 1594, in occasione della sua visita pastorale, il Patriarca Francesco Barbaro, ordinò lavori di restauro.

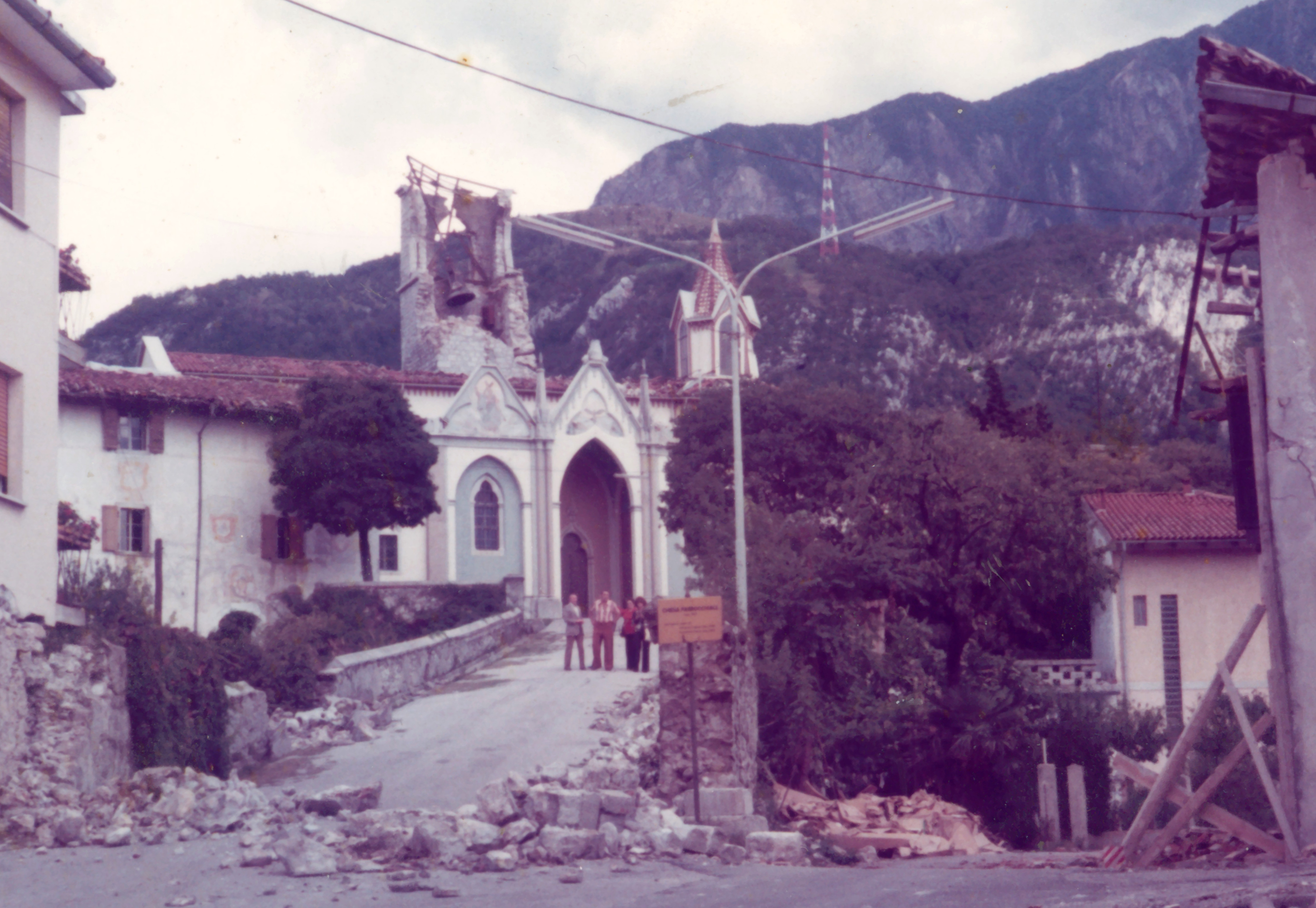
Chiesa e Ospedale di Santo Spirito dopo il terremoto del 1976

Nel 1846 il Cappellano di Ospedaletto Leonardo Bertossi ottenne il permesso di avviare i lavori di costruzione di una nuova chiesa, che potesse contenere i fedeli del paese che ormai si era ingrandito (si contavano circa 600 abitanti).
La costruzione in stile neogotico fiorito, su disegno dell'ingegner Zozzoli venne consacrata nel 1872.
Sarà ampliata di una campata alla fine del XIX secolo.
Il terremoto del 1976 ha causato il crollo del campanile e gravissimi danneggiamenti alla struttura.
La chiesa ristrutturata è stata riaperta al culto nel 1985.
Del primario edificio duecentesco si conservano solamente due stipiti con bassorilievi romanici riproducenti un motivo vitineo, ora installati all'ingresso della sacrestia.
Tra le poche opere superstiti al sisma, si può notare una pala di Domenico Fabris raffigurante San Giuseppe morente (sec. XIX).
Vi sono poi notizie dell'esistenza di un altro piccolo edificio di culto, oratorio o cappella, intitolato a Santo Spirito e contenente gli altari di S. Spirito e S. Maria.
Posto ai piedi del colle, fu edificato in epoca non definita ma descritto come già antico nel 1594. Anche per questo, il Patriarca Francesco Barbaro, durante la sua visita richiese lavori di manutenzione. Venne in seguito riconvertito ad altri usi e quindi demolito al principio del XIX secolo.

### Cronologia Priori
Come riportati da don Valentino Baldissera - L'Ospedale di Santa Maria dei Colli di Gemona - 1887
| Anno        | Ruolo                                               | Titolo                                              | Nome                                             | Provenienza  | Note           |
| ----------- | --------------------------------------------------- | --------------------------------------------------- | ------------------------------------------------ | ------------ | -------------- |
| 1213        | Fondatore dell'Ospedale. Avvocato ed amministratore | Vescovo in Universali Ecclesia – Vescovo di Trieste | Corrado Marzutto                                 |              | [ N 1 ]        |
| 1233        | Custode                                             |                                                     | Cristanno (o Cristanno)                          |              |                |
| 1236        | Ospedaliere                                         |                                                     | Cristanno (o Cristanno)                          |              |                |
| 1260        | Priore                                              | Frate                                               | Bentivegna                                       |              |                |
| 1262        | Provveditore                                        | Frate                                               | Nicola                                           |              |                |
| 1264        | Priore                                              | Frate                                               | Bonaventura                                      |              |                |
| 1269        | Priore                                              | D.                                                  | Gotfrido                                         |              |                |
| 1273        | Provveditore                                        | Frate                                               | Nicola (suddetto)                                |              |                |
| 1274        | Priore                                              | D.                                                  | Matteo                                           | Roma         | [ N 2 ]        |
| 1282        | Priore                                              | Frate                                               | Giovanni Carapelle (o Raccapelle)                |              |                |
| 1290        | Priore                                              | D.                                                  | Matteo (suddetto)                                |              | [ N 3 ]        |
| 1298        | Priore                                              | Frate                                               | Nicolò                                           |              |                |
| 1300        | Priore                                              | Frate                                               | Adalgerio                                        |              | [ N 4 ]        |
| 1328        | Priore ed amministratore                            | Frate                                               | Vualchero (o Gualtieri o Gualterio) di Carapelle |              |                |
| 1332        | Priore                                              | D.                                                  | Giustino                                         |              |                |
| 1334        | Priore                                              | Frate                                               | Giovanni                                         |              |                |
| 1338        | Priore                                              | Frate                                               | Corrado                                          |              |                |
| 1343        | Priore e procuratore                                | Frate                                               | Nuto                                             | Lucca        |                |
| 1359        | Priore                                              | D.                                                  | Silvestro                                        | Firenze      |                |
| 1359        | Priore                                              | Prete                                               | Fulcherio                                        | Gemona       | [ N 5 ]        |
| 1360        | Priore                                              | Frate                                               | Nuto (suddetto)                                  |              |                |
| 1360        | Priore                                              | Frate                                               | Simone                                           | Ascoli       | [ N 6 ]        |
| 1366        | Priore                                              | Frate                                               | Nicolò                                           | Gonesa (?)   |                |
| 1368        | Priore                                              | Frate                                               | Andrea                                           |              | [ N 7 ]        |
| 1370        | Priore                                              | Ser                                                 | Nicolussio                                       | Maniago      |                |
| 137?        | Priore                                              |                                                     | Francesco                                        | Maniago      | [ N 8 ] [ 32 ] |
| 1379        | Priore                                              | Frate                                               | Nucio o Nuciolo                                  | Roma         |                |
| 1388        | Priore                                              | Frate                                               | Giacomo                                          | Roma         | [ N 9 ]        |
| 1392        | Priore                                              | Frate                                               | Pietro Bortolomei                                | Roma         | [ N 10 ]       |
| 1394        | Priore                                              | Frate                                               | Giacomo (suddetto)                               |              | [ N 11 ]       |
| 1397        | Priore                                              | Frate                                               | Pietro Bortolomei (suddetto)                     |              | [ N 12 ]       |
| 1405        | Priore                                              | Frate                                               | Simone Micussio                                  | Gemona       | [ N 13 ]       |
| 1435        | Priore                                              |                                                     | Pantaleone della Villa                           | Gemona       | [ N 14 ]       |
| 1440        | Priore                                              | Frate                                               | Giovanni Vallesio                                | Gemona       | [ N 15 ]       |
| 1450        | Priore                                              | Frate                                               | Cristoforo                                       | Roma         |                |
| 1452        | Priore                                              | Frate                                               | Antonio de' Codorossi                            | Gemona       | [ N 16 ]       |
| 1501 o 1503 | Coadiutore                                          | Frate                                               | Giovanni Busello (o Busellino)                   | Veneto       |                |
| 1505        | Priore                                              | Frate                                               | Martino de' Brugnis                              |              | [ N 17 ]       |
| 1517        | Priore                                              | Prete                                               | Francesco Orsetti                                |              | [ N 18 ]       |
| 1517        | Priore                                              | Frate                                               | Giovanni de' Pinis                               |              | [ N 19 ]       |
| 1518        | Priore                                              | D.                                                  | Alberto                                          | Villanova    | [ N 20 ]       |
| 1526        | Priore                                              | D.                                                  | Giovanni Angelo                                  | San Severino | [ N 21 ]       |
| 1526        | Priore                                              | Prete                                               | Francesco Orsetti (suddetto)                     |              | [ N 22 ]       |
| 1526        | Priore                                              | Frate                                               | Giovanni Busello                                 |              |                |
| 1545        | Priore                                              | D.                                                  | Giovanni Angelo (suddetto)                       |              | [ N 23 ]       |
| 1547        | Priore                                              | D.                                                  | Giovanni Emiliano                                | Udine        | [ N 24 ]       |
| 1549        | Priore                                              | Prete                                               | Simone de' Buoi                                  | Gemona       | [ N 25 ]       |
| 1549        | Priore                                              | Prete                                               | Teodoro Sporeni                                  | Gemona       |                |
| 1550        | Priore                                              | Prete                                               | Odorico Locatelli                                | Gemona       |                |
| 1552        | Priore                                              | D.                                                  | Giovanni Tommaso de' Parenti                     | Vicenza      | [ N 26 ]       |
| 1554        | Priore                                              |                                                     | Candido Venerio                                  | Gemona       | [ N 27 ]       |
| 1570        | Priore                                              |                                                     | Antonio degli Abati                              | Gemona       |                |
| 1586        | Priore                                              |                                                     | Nicolò degli Abati                               | Gemona       |                |
| 1590        | Priore                                              |                                                     | Giuseppe degli Abati                             | Gemona       | [ N 28 ]       |
| 1613        | Priore                                              |                                                     | Flaminio degli Abati                             | Gemona       | [ N 29 ]       |
| 1618        | Commendatario                                       | Sig. Cardinale                                      | De' Priuli                                       | Gemona       |                |
| 1626        | Priore                                              |                                                     | Giovanni Pietro Rappani                          | Treviso      | [ N 30 ]       |
| 1639        | Priore                                              |                                                     | Giovanni Antonio Stella Locatelli                | Gemona       | [ N 31 ]       |
| 1668        | Priore                                              | Prete                                               | Teobaldo Federli                                 | Gemona       | [ N 32 ]       |
| 1692        | Priore                                              | Prete                                               | Matteo Franceschinis                             | Gemona       | [ N 33 ]       |
| 1730        | Priore                                              |                                                     | Lodovico di Prampero                             | Gemona       | [ N 34 ]       |
| 1730        | Priore                                              | Frate                                               | Teodoro Sporeni                                  | Gemona       | [ N 35 ]       |
| 1745        | Priore                                              |                                                     | Odorico Locatelli                                | Gemona       | [ N 36 ]       |
| 1759        | Priore                                              |                                                     | Giorgio Elti                                     | Gemona       | [ N 37 ]       |

### Cronologia Cappellani Coadiutori
Come riportati da don Valentino Baldissera - L'Ospedale di Santa Maria dei Colli di Gemona - 1887
| Anno | Titolo | Nome                      | Note     |
| ---- | ------ | ------------------------- | -------- |
| 1793 | Prete  | Giovanni Battista Pittini |          |
| 1809 | Prete  | Giovanni Bertossi         | [ N 38 ] |
| 1839 | Prete  | Leonardo Bertossi         | [ N 39 ] |
| 1839 | Prete  | Leonardo Stroili          |          |
| 1867 | Prete  | Giovanni Forgiarini       |          |
| 1876 | Prete  | Pietr'Antonio Comelli     |          |

### Esplicative
1. ↑  l'Ospitale, già da tempo esistente alla “Chiusa” - l'odierna Chiusaforte - si stava rivelando insufficiente.
2. ↑  L'assistenza agli orfani, al di fuori della Casa Madre romana, ebbe nei priorati un carattere momentaneo e di emergenza, non disponendo tali strutture di brefotrofi propriamente detti
3. ↑  Nel primo periodo, la nobile famiglia dei Prampero Signori di Gemona, destinò una consistente parte dei suoi possedimenti all'Ospitaliere
4. ↑  A tal proposito si ricorda l'episodio del 29 maggio 1708 in cui, durante il guado del Tagliamento all'altezza di Braulins per presenziare al voto della Pentecoste, annegarono 58 persone a causa della piena del fiume

### Bibliografiche
1. 1 2 3   Baldissera 1887 p. 343.
2. 1 2   Baldissera 1887 p. 341.
3. 1 2 3 4 5   Londero 1985 p. 22.
4. ↑   Davide 2013 p. 75.
5. ↑   Baldissera 1887 p. 340.
6. ↑   Davide 2013 p. 87 - ACG, Ospedale di Santo Spirito, busta 1649, pergamena n. 24.
7. ↑   Davide 2013 pp. 78 e 80.
8. 1 2   Davide 2013 p. 87.
9. 1 2   Baldissera 1887 p. 349.
10. ↑   Davide 2013 pp. 97-100.
11. ↑   Davide 2013 p. 109.
12. ↑   Baldissera 1887 p. 350.
13. ↑   Davide 2013 p. 78 e 80.
14. ↑   Londero 1985 p. 28.
15. 1 2 3   Baldissera 1887 p. 348.
16. 1 2   Londero 1985 p. 20.
17. ↑   Londero 1985 p. 30.
18. ↑   Stefanutti 2016 p. 54.
19. 1 2   Londero 1985 p. 29.
20. ↑   Baldissera 1887 p. 351.
21. ↑   Baldissera 1887 p. 352.
22. ↑   Londero 1985 p. 33.
23. ↑   Londero 1985 p. 35.
24. ↑   Londero 1985 pp. 33-35.
25. ↑   Clonfero 1975 p. 205.
26. ↑   Londero 1985 p. 23.
27. ↑   Baldissera 1887 p. 345.
28. ↑   Londero 1985 p. 24.
29. ↑   Clonfero 1994.
30. ↑   Baldissera 1887 p. 24.
31. ↑   Baldissera 1887 p. 346.
32. ↑   Davide 2013 p. 95.